# The Unborn (album)
The Unborn là album thứ hai của ban nhạc melodeath Phần Lan Mors Principium Est. Một phiên bản đặc biệt|giới hạn cũng được phát hành, với hai bonus track.

## Danh sách track
| STT | Nhan đề                                                  | Thời lượng |
| --- | -------------------------------------------------------- | ---------- |
| 1.  | "Pure"                                                   | 6:08       |
| 2.  | "The Harmony Remains"                                    | 4:51       |
| 3.  | "Parasites of Paradise"                                  | 4:19       |
| 4.  | "Two Steps Away"                                         | 5:44       |
| 5.  | "Altered State of Consciousness"                         | 4:20       |
| 6.  | "Spirit-Conception"                                      | 1:35       |
| 7.  | "The Unborn"                                             | 3:41       |
| 8.  | "Fragile Flesh"                                          | 4:01       |
| 9.  | "Pressure"                                               | 6:16       |
| 10. | "The Glass Womb"                                         | 4:30       |
| 11. | "Blood of Heroes" (Megadeth cover, digipack bonus track) | 3:28       |
| 12. | "No More" (digipack bonus track)                         | 3:16       |

## Tác giả

### Thành viên ban nhạc
- Jori Haukio – guitar, programming và djembe
- Ville Viljane – vocals
- Jarkko Kokko – guitar
- Mikko Sipola – drums
- Teemu Heinola – bass
- Joona Kukkola – keyboards

### Khach mời
- Maiju Tommila – vocalist

## Khác
- Ahti Kortelainen – Ghi âm và tái sản xuất|Ghi âm và mix nhạc (đã ghi âm)|mix
- Mika Jussila – Biên tập âm thanh
- Jori Haukio và Mors Principium Est – Ghi âm|sản xuất
- Mattias Norén – cover art
- Toni Mailanen – booklet artwork, layout and photography